# Museo Nacional de Fotografía "Marubi"
Museo Nacional de Fotografía "Marubi" (en albanés: Muzeu Kombëtar i Fotografisë "Marubi") o simplemente Museo Marubi, es el único museo nacional de fotografía en Albania.
El museo es el depositario del legado del Photo-Studio Marubbi, fundado en 1856 por Pietro Marubbi, un pintor y fotógrafo italiano que se estableció en Shkodër. La actividad del estudio a lo largo de los años, fue dirigida y enriquecida por tres generaciones de fotógrafos, hasta principios de la década de 1950, época en la que Gegë Marubi se vio obligado a pasar al anonimato por el régimen comunista, uniéndose a otros fotógrafos en la unidad de fotografía de la Cooperativa de servicios de reparación.
En 1970 se fundó Marubi Photo-Studio con alrededor de 500 000 negativos en diversas técnicas y formatos. Más tarde, las imágenes históricas del archivo se utilizaron —en muchos casos— para alimentar la máquina de propaganda comunista. Fue durante este período que muchas de esas imágenes aparecieron manipuladas en las ediciones de la época.
El nuevo museo, proyectado por el estudio de arquitectura Casanova + Hernandez, fue diseñado como un espacio que amalgama la tradición con modernidad, pasado y presente. El patrimonio y la tradición se enfatizan mediante el proyecto de restauración del edificio histórico diseñado por Kolë Idromeno, artista y arquitecto albanés, exalumno de Pietro Marubbi, conservando sus características estructurales.

## Historia

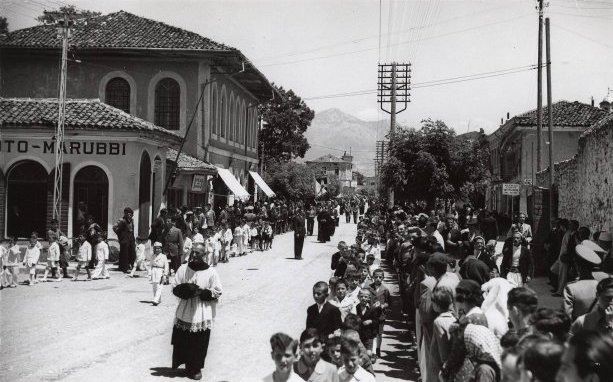
Entrada principal del estudio "Dritëshkronja" en 1939 con un cartel exterior "FOTO MARUBBI".

El italiano Pietro Marubbi llegó a Albania en la segunda mitad del siglo XIX. Después de recorrer el país de sur a norte, se asentó a Shkodër. En ese período, la ciudad floreció y se convirtió en un centro importante gracias a los intercambios económicos y culturales. Quizás el ambiente de la ciudad lo animó a iniciarse en el arte de la fotografía y abrir su primer estudio.
Los primeros ayudantes de Pietro fueron los hijos de su jardinero Rrok Kodheli, quienes más tarde continuaron en el arte de la fotografía. Sus dos hijos, Mati Kodheli, que murió a una edad muy temprana, y su hermano menor Kel Kodheli, fueron al estudio “Sebastianutti & Benque” en Trieste, para aprender el dominio y los secretos de la fotografía. Kel siguió el camino de su maestro, Pietro, heredando el estudio y adoptando su apellido. Luego se encargó su hijo, Gegë Kodheli (Marubi) que asistió a cursos de fotografía durante algunos años y más tarde a la escuela de cinematografía y fotografía de los hermanos Lumière en Francia. Las tres generaciones de fotógrafos trataron de mantenerse actualizados y adaptarse a la época y al contexto desde un punto de vista socio-estético y tecnológico. En el mismo período, en Shkodër se abrieron otros estudios de fotografía, la mayoría de ellos de los estudiantes de Marubi, de los que se pueden mencionar a Dritëshkroja e Kolës (1886), Fotografija Pici (1924), Foto Jakova (1932), Foto Rraboshta (1943).
El estudio de Marubi conservó su originalidad durante más de un siglo, pero a principios de la década de los cincuenta tuvo que pasar al anonimato, obligado por el régimen comunista, uniéndose a otros fotógrafos en una cooperativa. En una época en la que todas las actividades privadas estaban prohibidas, al último de los Marubi le resultó imposible utilizar, promover y preservar el trabajo que él y su predecesor habían realizado, por lo que en 1970 a Gegë Marubi le fue expropiado y nacionalizado el archivo familiar por el estado. Otros fotógrafos de los talleres de la ciudad les sucedió lo mismo. Estos fotógrafos que eran niños cuando estudiaban en la “Dritëshkroja Marubi” pasaron a formar parte de la Phototeque, no como estudiantes, sino como autores de su propia colección de fotografías. La nueva Fototeca Marubi, una sección del Museo de la Ciudad administrada por el Ayuntamiento de Shkodër, se fundó a partir de un archivo de casi medio millón de negativos de vidrio. Desde 2003, el archivo está bajo la supervisión directa del Ministerio de Cultura.
El 9 de mayo de 2016 se inauguró el Museo Nacional de Fotografía "Marubi", con la colección de la Fototeca Marubi.

## Espacios del museo
El museo se organiza en las dos plantas del edificio y se apoya en los otros dos espacios contiguos, tiene cuatro partes interconectadas con diferentes funciones pero que se complementan entre sí.
- Exposición temporal (planta baja): muestra de acogida organizada cada año por el Museo.
- Biblioteca y videolounge (planta baja): espacio dentro del Museo que proporciona al visitante información complementaria sobre el archivo fotográfico y las exposiciones. Para ello, se combinan diferentes métodos con el fin de transmitir por video, audio y libros, la información que se muestra en el museo. La biblioteca ofrece información sobre la historia de la fotografía en Albania y en el mundo, los fotógrafos albaneses y las técnicas artísticas de la fotografía. Las pantallas táctiles, integradas en las ventanas de vidrio frente al patio, brindan acceso a información que de otra manera no estaría disponible en las exhibiciones del museo.
- Exposición permanente (primer piso): organizada en torno a tres salas temáticas relacionadas con los tres miembros de la dinastía Marubi: Pietro Marubbi, Kel Marubi y Gege Marubi. Su biografía se pone en contexto con eventos importantes de Albania y la ciudad de Shkodër.
- Expositor callejero: El museo traspasa los límites del edificio a través de su exposición callejera que se utiliza para promocionar el museo, las actividades dentro del museo y para atraer el interés de numerosos transeúntes que caminan por el paseo principal de la ciudad. Los temas que se exponen están relacionados con las exposiciones temporales que se organizan en el museo.

## Premios y reconocimientos
El Museo fue nominado al EMYA 2017 (Premio Museo Europeo del Año)